# Saint-Laurent (Ardenas)
Saint-Laurent é uma comuna francesa na região administrativa de Grande Leste, no departamento das Ardenas. Estende-se por uma área de 4,26 km². Em 2010 a comuna tinha 1 259 habitantes (densidade: 295,5 hab./km²).